# Zucchero
Adelmo Fornaciari (født 25. september 1955) er en italiensk rocksanger og sangskriver. Han er bedst kendt under navnet Zucchero. Hans musik er bl.a. inspireret af gospel og blues.